# Kanton Amiens 3e (Nord-Est)
Kanton Amiens 3e (Nord-Est) is een voormalig kanton van het Franse departement Somme. Het kanton maakte deel uit van het arrondissement Amiens. Het werd opgeheven bij decreet van 26 februari 2014 met uitwerking vanaf 2015.

## Gemeenten
Het kanton Amiens 3e (Nord-Est) omvat de volgende gemeenten:
- Amiens (deels, hoofdplaats)
- Rivery